# Сбербанк CZ
Sberbank CZ (до лютого 2013 року під назвою Volksbank CZ) — банк, що працює на чеському ринку з 1997 року як незалежне акціонерне товариство з банківською ліцензією Чеського національного банку (ČNB). Sberbank CZ був комерційним банком з широким спектром фінансових продуктів та послуг у сферах корпоративного та особистого банкінгу. Його діяльність була призупинена з лютого 2022 року, Чеський національний банк відкликав у нього банківську ліцензію наприкінці квітня, а суд оголосив компанію ліквідованою на початку травня. У серпні 2022 року його було оголошено банкрутом, а його активи — такими, що не підлягають банкрутству.

## Історія

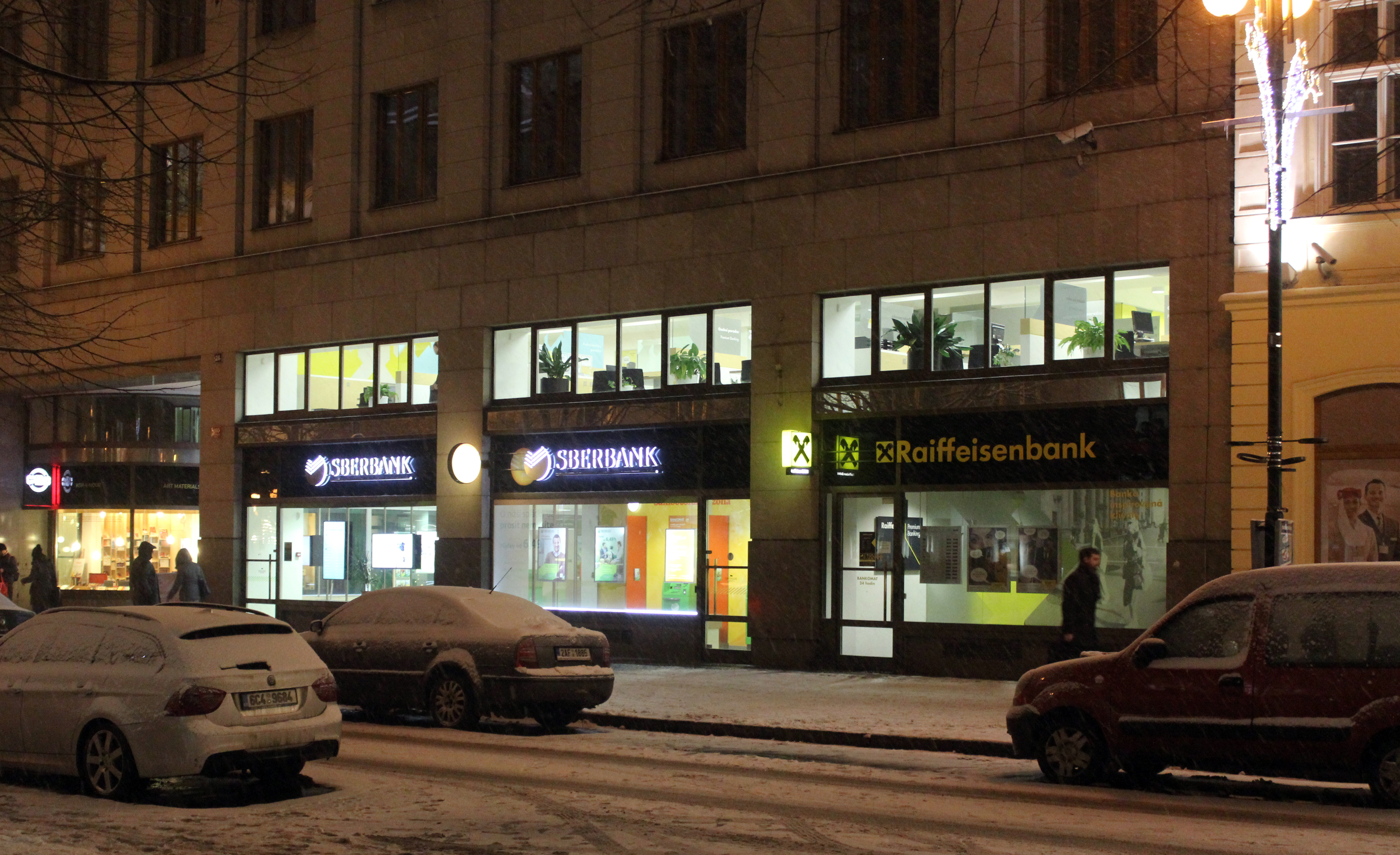
Сбербанк Чехії, Прага 2016

### Волксбанк
Sberbank CZ (раніше Volksbank CZ) працює на чеському ринку з 1993 року, коли було відкрито перше відділення в Брно. Österreichische Volksbanken (ÖV) тоді був першим іноземним банком, який отримав повну банківську ліцензію на чехословацькому ринку. З 31 жовтня 1996 року (або) 1 січня 1997 року існує як незалежне акціонерне товариство з банківською ліцензією Чеського національного банку під назвою Volksbank CZ, as Австрійська фінансова група Österreichische Volksbanken тоді володіла ним через свій східноєвропейський підрозділ Volksbank International (VBI), також заснований у 1997 році. Австрійська компанія володіла 51 % акцій VBI, а решта дві чверті належали німецькому DZ Bank/WGZ-Bank та французькому Banque Fédérale des Banques Populaires, пізніше перейменованому на Banque Populaire Caisse d'Epargne.
Станом на 2007 рік банк мав зареєстрований капітал у розмірі 1 325,4 мільйона крон, мав близько 45 000 клієнтів та управляв 23 традиційними відділеннями, 7 з яких знаходилися в Празі та 5 у Брно. Крім того, з вересня 2006 року по жовтень 2007 року він поступово відкривав так звані магазини Volskbank як пункти продажу своїх фінансових послуг у роздрібній мережі Kaufland, але закрив їх у березні 2011 року.

### Зміна власника та бренду
Голова правління Йоганн Лурф заявив у лютому 2010 року, що банк пережив попередню економічну кризу. Однак материнська компанія ÖV отримала допомогу від австрійської держави у розмірі одного мільярда євро, яку згодом мала повернути, і тому в січні 2011 року ЗМІ повідомили про її намір продати свою регіональну мережу VBI. У липні 2011 року вона погодилася викупити свою частку у своєму східноєвропейському підрозділі у найбільшої російської банківської компанії «Сбербанк», що було схвалено чеським Управлінням із захисту конкуренції у грудні того ж року. Сбербанк також викупив німецькі та французькі акції, щоб завершити угоду та отримати контроль над 100 % у VBI відбулося в середині лютого 2012 року. Для російського Ощадбанку це було перше велике придбання за межами СНД.
З початку березня 2013 року чеські відділення Volksbank почали працювати під новим брендом Sberbank, а офіційне перейменування відбулося 1 березня. На той час він належав до сегмента середніх банків на чеському банківському ринку, маючи частку ринку активів у розмірі 1,2 %, його власний капітал становив 2,3 % чеського ринку, кредити 1,8 % та депозити 1.3 % ринку. Вона мала 23 філії та 10 корпоративних центрів.
Основним акціонером чеського банку з того часу є Sberbank Europe AG зі штаб-квартирою у Відні, дочірня компанія російського Сбербанку. Sberbank Europe управляє мережею банків у Центральній та Східній Європі (ЦСЄ): Чеській Республіці, Австрії, Угорщині, Словенії, Хорватії, Боснії та Герцеговині та Сербії. Засновником і мажоритарним акціонером Ощадбанку є Національний банк Росії з часткою голосуючих акцій 50 % плюс одна акція. Іншими акціонерами банку є понад 245 тисяч юридичних та фізичних осіб.

### Епоха Ощадбанку
У вересні 2014 року США та Європейський Союз запровадили санкції проти материнської компанії «Сбербанк» у зв'язку з анексією Криму Росією, але вони безпосередньо не вплинули на дочірні компанії, що базуються в ЄС. Протягом 2014 року Sberbank CZ відкрив 5 нових відділень та повідомив про рекордний чистий прибуток у розмірі 383 мільйони чеських крон, водночас він випустив нові звичайні акції, а його акціонерний капітал збільшився до 2 806 мільйонів чеських крон (а емісійний дохід збільшився до 4 015 мільйонів чеських крон). У 2015 році було додано ще 3 філії, але чистий прибуток впав до 23 мільйонів чеських крон (головним чином через компенсацію збитків від програного судового позову у 2006 році). У 2016 та 2017 роках чистий прибуток зріс до 272 мільйонів та 424 мільйонів крон відповідно. Кількість клієнтів зросла з 59 000 до 113 000 між 2013 і 2017 роками. У 2018 році майже вся рада директорів банку була замінена, і розпочалася його трансформація. Станом на 2020 рік Sberbank CZ мав загалом 25 відділень, у яких працювало близько 750 співробітників.

### Припинення діяльності
Вторгнення Росії в Україну 24 лютого 2022 року призвело, серед іншого, до запровадження санкцій європейськими країнами проти Росії. У наступні дні Sberbank CZ зіткнувся з відтоком депозитів, 25 лютого достроково закрив свої відділення, обмежив операції з картками та інші послуги. Через загрозу банкрутства, 28 лютого Чеський національний банк розпочав заходи щодо відкликання банківської ліцензії Sberbank CZ. На той час банк мав 25 відділень та приблизно 120 000 клієнтів.

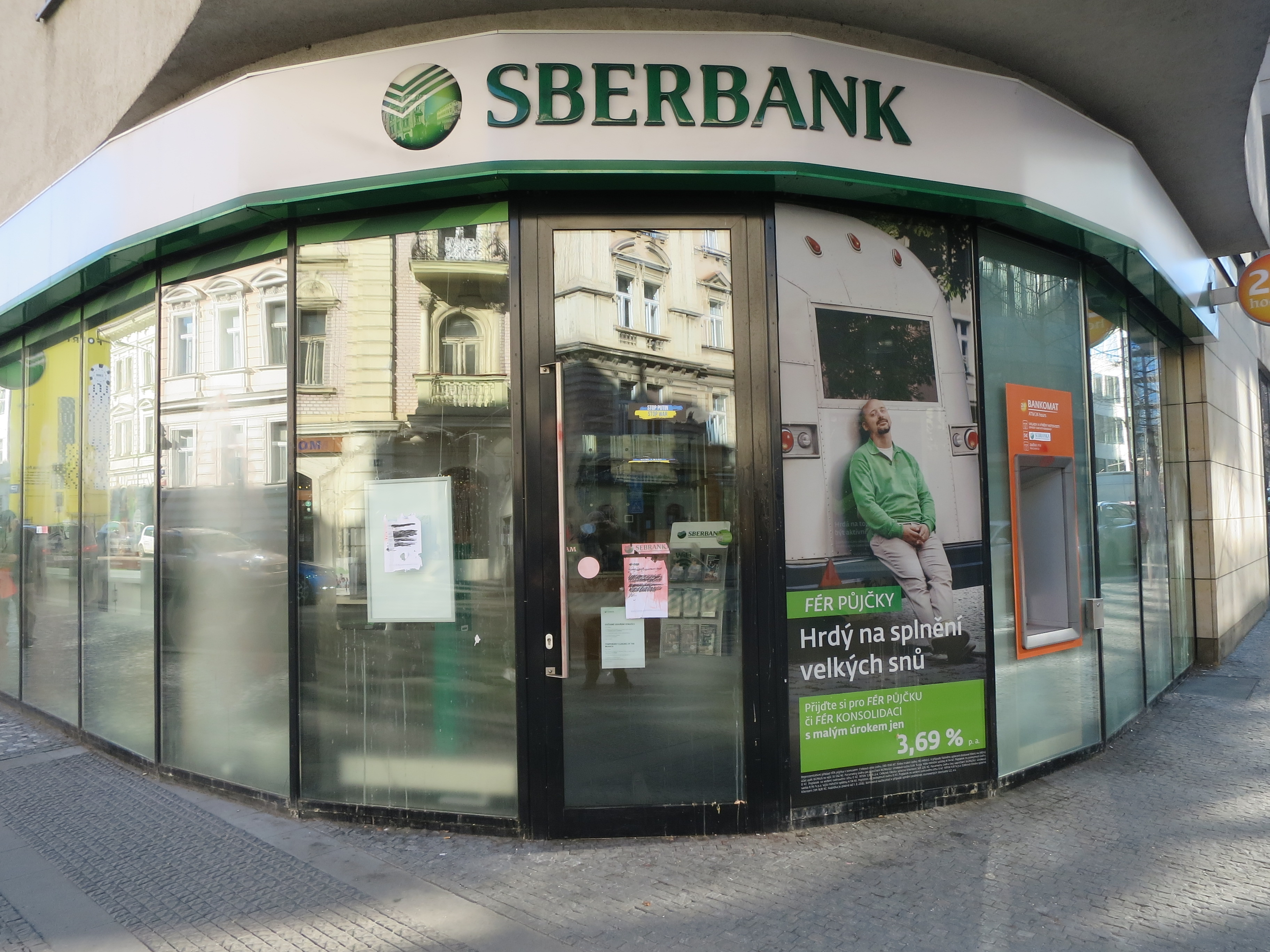
Філія Праги 5, 8.03.2022

З 14 березня застраховані депозити (до 2,5 мільйонів чеських крон) виплачуються клієнтам через відділення Komerčního bank. У зв'язку із закриттям банку виникла проблема з депозитами понад страховий ліміт. Муніципалітети та регіони мали власні рахунки в банку, наприклад, край Височина мав близько 2,4 мільярда чеських крон, депонованих у банку, або місто Світави мало 53 мільйони чеських крон. Ще однією постраждалою групою були люди, які довіряли гроші на зберігання адвокату — наприклад, під час купівлі квартири або отримання спадщини. Такі депозити застраховані на подвійну суму, але цю суму легко перевищити, купуючи квартиру. Ці клієнти були змушені подати заяви про банкрутство та чекати на врегулювання.
Через те, що Сбербанк з 25 лютого не може виконувати свої зобов'язання перед клієнтами, Чеський національний банк 14 квітня вирішив відкликати його банківську ліцензію. Рішення набуло чинності 30 квітня, і згодом ЧНБ подав до суду клопотання про призначення ліквідатора. На початку травня Міський суд у Празі оголосив про ліквідацію колишнього банку та призначив ліквідатором Іржину Лужову. Ліквідатор спробував продати кредитний портфель банку, 49 тисяч кредитів приблизною балансовою вартістю 51 мільярд чеських крон, але жодна з початкових зацікавлених сторін не подала обов'язкової цінової пропозиції у липні 2022 року. До складу комітету кредиторів у серпні 2022 року входять, серед інших, Čepro, Tipsport.net, Височинський край, Чеський національний банк та Система гарантування фінансового ринку. У серпні 2022 року колишній банк було оголошено банкрутом, а його активи — банкрутами.

## Оцінка
- Банк року 2013 — 3-тє місце в категорії «Найдинамічніший банк року 2013» [джерело?]
- Найкращий банк 2013 року — 1-ше місце в категорії «Найзручніший для клієнтів банк 2013 року» [джерело?]
- Найкращий банк 2014 року — 2-ге місце в категорії «Найзручніший банк для клієнтів 2014 року» [джерело?]
- Золотий місяць 2014 — 1-ше місце в категорії «Банки та кредитні спілки»
- Найкращий банк 2015 року — 3-тє місце в категорії «Найзручніший для клієнтів банк 2015 року» [джерело?]
- Найкращий банк 2016 року — 2-ге місце в категорії «Найзручніший для клієнтів банк 2016 року» [джерело?]

## Довідка
1. 1 2  https://www.gleif.org/lei-files/20170831/GLEIF/20170831-GLEIF-concatenated-file.zip
2. 1 2  https://apl.cnb.cz/apljerrsdad/JERRS.WEB15.BASIC_LISTINGS_RESPONSE_3 — Національний банк Чехії.
3. ↑  Administrativní registr ekonomických subjektů
4. 1 2 3 4 5  Річний звіт
5. 1 2  Usnesení č.j.: MSPH 95 INS 12575/2022 - A-72 (PDF). Městský soud v Praze.
6. 1 2 3 4 5  Srovnání bankovních kiosků s pobočkami ve Volksbance ČR (Дипломна робота). Brno: Vysoké učení technické v Brně, Fakulta podnikatelská. 2008. с. 21—22. Dále jen Doležalová (2008).
7. 1 2 3 4  Analýza nabídky bankovních produktů v České republice se zaměřením na Volksbank CZ, resp. Sberbank CZ (Дипломна робота). Vysoká škola ekonomická v Praze. с. 38—39. Dále jen Ševčík (2012).
8. ↑  Komparace vstupu banky Sberbank na český a slovenský trh (Дипломна робота). Praha: Vysoká škola ekonomická v Praze. с. 9. Dále jen Holý (2016).
9. ↑  Holý (2016). S. 22–23.
10. ↑  Finanční analýza Sberbank CZ, a.s. (Дипломна робота). Vysoká škola ekonomická v Praze. с. 48. Dále jen Altynbaeva (2017).
11. ↑  Finanční a strategická analýza Sberbank CZ, a.s. (Дипломна робота). Praha: Vysoká škola ekonomická v Praze. с. 26. Dále jen Sarukhanyan (2018).
12. ↑  Analýza sociálně patologických jevů ve společnosti Sberbank CZ, a.s. (Дипломна робота). Mladá Boleslav: ŠKODA AUTO Vysoká škola o.p.s. с. 29.
13. ↑  Шаблон:Citace elektronického periodika
14. ↑  Věřitelský výbor Sberbank povedou státní olejáři z podniku Čepro. 24 серпня 2022.